# Josef Anton av Österrike

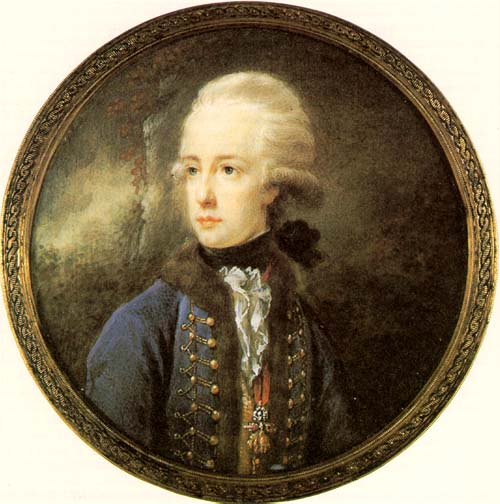
Josef Anton av Österrike cirka 1790

Josef Anton av Österrike (Joseph Anton Johann), född 9 mars 1776 i Florens, död 13 januari 1847 i Buda, var vicekung av Ungern 1819–1847 och bosatt i Budapest.

## Biografi
Han var son till kejsar Leopold II och hans maka, Maria Ludovika av Spanien.
Han gifte sig för första gången i Sankt Petersburg 1799 med storfurstinnan Alexandra Pavlovna och hon blev gravid men barnet var dödfött och hon avled själv i sviterna av förlossningen. Hans andra giftermål ägde rum i Schaumburg 1815 med prinsessan Hermine av Anhalt-Bernburg-Schaumburg-Hoym. Efter hennes bortgång 1817 gifte han om sig i Kirchheim 1819 med prinsessan Maria Dorotea av Württemberg.

## Barn
1. Alexandrine av Österrike (f. och d. 1801)
2. Hermine av Österrike (1817-1842) ogift
3. Stefan av Österrike (1817-1867) ogift
4. Franziska Marie Elisabeth av Österrike (f. och d. 1820)
5. Alexander av Österrike (1825-1837)
6. Elisabeth Franziska av Österrike (1831-1903) gift med 1) Ferdinand av Österrike-Este  2) Karl Ferdinand av Österrike (1818-1874)
7. Josef Karl av Österrike (1833-1905) gift med Clotilde av Sachsen-Coburg-Gotha
8. Maria Henrietta av Österrike (1836-1902) gift med Leopold II av Belgien